# Haliplus angustifrons
Haliplus angustifrons (лат.) — вид жесткокрылых насекомых из семейства плавунчики. Распространён в Южной, Восточной и Юго-Восточной Азии: Япония, Пакистан, Индия, Шри-Ланка, Непал, Мьянма, Лаос, Вьетнам. Длина тела имаго около 4 мм (3,66-5,36 мм). От близких видов отличается следующими признаками: голова без чёрной отметины; размер глаза большой; чёрная полоса на основании надкрылий нечёткая по контуру; центральная поверхность простернального отростка слегка вдавлена на апикальной половине. Сутуральная чёрная полоса обычно достигает основного 1-го интервала на основании надкрылий. Пенис крупный, вершина округлая. Пронотум без plicae (короткие бороздки на базально-средней части). Обитают в небольших прудах.